# Fw 56 (航空機)
フォッケウルフ Fw 56
フォッケウルフ Fw 56
- 用途：高等練習機・軽戦闘機
- 設計者：クルト・タンク
- 製造者：フォッケウルフ
- 運用者：ドイツ空軍
- 初飛行：1933 年
- 生産数：約1000 機
- 運用状況：退役

フォッケウルフ Fw 56 シュテッサー （St?sser オオタカ）は、1930年代のドイツで製造された単発・単座・パラソル翼単葉の高等練習機である。郷土防衛戦闘機（ハイマートシュッツイェーガー）計画における競作機の内の一つである。

## 概要
ドイツ航空省の要求する、非常時には軽戦闘機としても使用できる高等練習機の仕様に従って、フォッケウルフ社の主任設計者であったクルト・タンクによって開発された。
1933年11月に最初の試作機が初飛行。
1935年、競作機であるアラド Ar 76とハインケル He 74との比較審査の後、採用され、航空省に量産を命ぜられた。約1000機が生産され、主にドイツで使われたが、他にオーストリアとハンガリーとブルガリアでもいくらかが使用された。
また少数が自家用に販売された。その中には後にハインリヒ・フォッケと共にフォッケ・アハゲリス社を設立することになるゲルト・アハゲリスもいた。
エルンスト・ウーデット（急降下爆撃戦術の支持者）はFw 56 V2を操縦して急降下爆撃の実験を行った。
機体構造は、胴体が鋼管骨組みに羽布張り、エンジン周りは金属、木製骨組みのパラソル翼は、羽布張りの翼後端を除いて、合板で覆われていた。固定式の主脚と尾ソリを持っていた。

## 派生型
- Fw 56a : 試作1号機。
- Fw 56 V2 : 試作2号機。胴体を改修。試験的に金属製主翼を採用。
- Fw 56 V3 : 試作3号機。1934年2月に飛行。木製主翼に戻す。
- Fw 56A-0 : 先行生産型。3機生産。
- Fw 56A-1 : 主要生産型。単座の高等練習機。

## 性能諸元
- 全長： 7.70 m
- 翼幅： 10.50 m
- 全高： 3.55 m

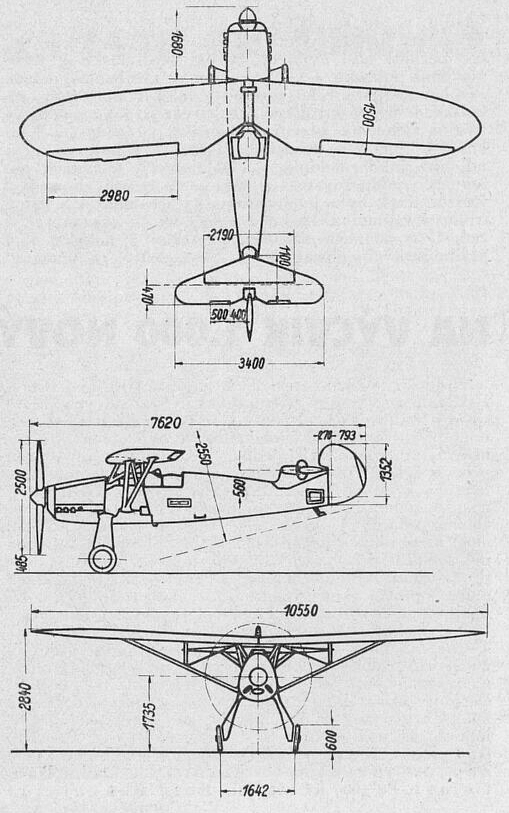
Fw 56

- 翼面積： 14.00 m2
- 自重： 695 kg
- 最大離陸重量： 995 kg
- エンジン： アルグス As 10C 空冷倒立V型8気筒エンジン 240 hp ×1
- 最高速度： 278 km/h （海面高度）
- 航続距離： 400 km
- 実用上昇高度： 6,200 m
- 武装： 
  - MG17 7.92 mm 機関銃 （戦闘機型は ×2、練習機型は ×1 ）
  - 10 kg爆弾 ×3
- 乗員： 1 名 （操縦士）